# Gingoog

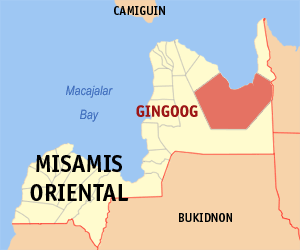
Gingoog Citys läge i Misamis Oriental

Gingoog City är en stad på ön Mindanao i Filippinerna. Den ligger i provinsen Misamis Oriental i regionen Norra Mindanao och har 102 379 invånare (folkräkning 1 maj 2000).
Staden är indelad i 79 smådistrikt, barangayer, varav 49 är klassificerade som landsbygdsdistrikt och 30 som tätortsdistrikt.